# Station Cambo-les-Bains
Station Cambo-les-Bains is een spoorwegstation in de Franse gemeente Cambo-les-Bains.